# L'Espresso
Ne doit pas être confondu avec Expresso.
L'Espresso est un hebdomadaire italien, de politique, de culture et d'économie, de sensibilité de gauche.
Il appartient aujourd'hui au groupe L'Espresso.
Sa pagination pouvait atteindre 274 pages.
Le 29 juillet 2016, sort le dernier numéro comme hebdomadaire autonome. À compter du 7 août, l'hebdomadaire devient un supplément du quotidien La Repubblica le dimanche. Tommaso Cerno remplace Luigi Vicinanza comme directeur.

## Liste des principales signatures et éditorialistes
- Alberto Arbasino
- Tahar Ben Jelloun
- Enzo Biagi
- Giorgio Bocca
- Massimo Cacciari
- Manlio Cancogni
- Lucio Caracciolo
- Umberto Eco
- Bruno Zevi
- Carlo Fruttero
- Massimiliano Fuksas
- Naomi Klein
- Gad Lerner
- Franco Lucentini
- Sandro Magister
- Moises Naim
- Giampaolo Pansa (it)
- Jeremy Rifkin
- Eugenio Scalfari
- Andrzej Stasiuk
- Gianni Vattimo